# 15960 Hluboka
15960 Hluboka este o planetă minoră (asteroid), cu un diametru de 7,929 km, din centura de asteroizi. A fost descoperită pe 2 februarie 1998 la Observatorul Kleť de Miloš Tichý⁠(d) și a fost numită după Hluboká nad Vltavou. 
Obiectul prezintă o orbită caracterizată de o semiaxă mare de 2,6913724 UAi, o excentricitate de 0,07, o înclinație de 22,73158 ° în raport cu ecliptica.